# Keratella reducta
Keratella reducta är en hjuldjursart som först beskrevs av Huber-Pestalozzi 1929.  Keratella reducta ingår i släktet Keratella och familjen Brachionidae. Inga underarter finns listade i Catalogue of Life.